# فريدي فرنانديز
فريدي فرنانديز (بالإسبانية: Freddy Fernández "El Pichi")‏ هو ممثل مكسيكي، ولد في 16 يناير 1934 في مدينة مكسيكو في المكسيك، وتوفي بنفس المكان في 10 مايو 1995 بسبب سرطان المريء.

## وصلات خارجية
- فريدي فرنانديز على موقع IMDb (الإنجليزية)
- فريدي فرنانديز على موقع قاعدة بيانات الفيلم (الإنجليزية)